# Steve Fatupua-Lecaill
Steve Fatupua-Lecaill (Papeete, 12 de enero de 1976-27 de septiembre de 2003) fue un futbolista de Polinesia Francesa que jugaba en la posición de defensa.

## Carrera

### Club
Jugó toda su carrera con el AS Vénus de 1997 a 2003, equipo con el que fue campeón nacional en cinco ocasiones y ganó nueve títulos de copa.

### Selección nacional
Jugó para Tahití en 17 ocasiones de 1997 a 2003 y anotó tres goles; participó en tres ediciones de la Copa de las Naciones de la OFC, anotando un gol en la edición de 2002.

## Muerte
Steve Fatupua-Lecaill murió el 27 de septiembre de 2003 a los 27 años a causa de un suicidio por ahorcamiento.

## Logros
- Primera División de Tahití (5): 1997, 1998, 1999, 2000, 2002
- Copa de Tahití (2): 1998, 1999
- Supercopa de Tahití (1): 1999
- Copa de Territorios Franceses del Pacífico (5): 1997, 1998, 1999, 2000, 2002
- Copa de Campeones de Ultramar (1): 1999